# لغواط (واد الجديدة)
لغواط هي إحدى مشيخات المملكة المغربية، تتبع جغرافيا لعمالة مكناس وإداريًا لواد الجديدة. يقدر عدد سكانها بـ 2136 نسمة حسب الإحصاء الرسمي للسكان والسكنى لسنة 2004.